# Saussey, Manche
Saussey är en kommun i departementet Manche i regionen Normandie i norra Frankrike. Kommunen ligger i kantonen Coutances som tillhör arrondissementet Coutances. År 2022 hade Saussey 458 invånare.

## Befolkningsutveckling
Antalet invånare i kommunen Saussey
| Referens: INSEE |